# Hospital Regional de Gama
O Hospital Regional de Gama (HRG) é um hospital público brasileiro, da região administrativa de Gama, no Distrito Federal, e faz parte do Sistema Único de Saúde (SUS).

## História
O Hospital Regional de Gama foi inaugurado em 1967 pelo presidente Humberto de Alencar Castelo Branco (1897-1967) e recebeu o nome de Hospital Distrital de Gama. Inicialmente voltado para atender à população local, pacientes de localidades próximas no estado de Goiás e de Minas Gerais passaram a utilizar os serviços médicos disponibilizados, atingindo um público de um milhão de pessoas.
No ano de 2013 foram atendidos 270.468 oacienntes e realizados no local 1.533.232 exames de laboratório.
A maternidade do HRG é a unidade de saúde que mais faz partos no Distrito Federal.

## Facilidades
Quando da inauguração o local abrigava 40 consultórios e 386 servidores para atender a cerca de 1.600 pessoas por mês. Em 2014  as instalações ocupavam uma área de 46.440 metros quadrados, uma equipe de 2.141 servidores e 500 leitos.

## Especialidades
O HGG é uma unidade médica referência para o tratamento de tuberculose.
O Hospital atende as seguintes especialidades: ortopedia;maternidade;odontologia; cardiologia;cirurgia geral; clínica médica; diálise; ginecologia; entre outras.